# Carlos de Amésquita
Carlos de Amésquita (Carlos de Amézqueta auch Carlos de Amézola) war ein spanischer Marineoffizier des 16. Jahrhunderts.
Am 23. Juli 1595, während des Spanisch-Englischen Krieges (1585–1604), gelang es ihm mit vier spanischen Galeeren – der Capitana, Patrona, Peregrina, und Bazana – in Cornwall zu landen. Sie waren Teil der bretonischen Küstenwache und in Port-Louis bei Lorient stationiert. Es gelang ihnen im Schutz der Nacht in die Mount’s Bay genannte Bucht in Cornwall zu gelangen. De Amésquita mit drei Kompanien Marinesoldaten, verbrannte den Ort Mousehole und umliegende Weiler, darunter das Kirchspiel Paul. Anschließend gingen sie wieder an Bord um zwei Meilen weiter in Newlyn bei Penzance zu landen. Von dort wurde auf den Ort Penzance vorgerückt, wo der zufällig anwesende Francis Godolphin, einer von zwei Deputy Lords Lieutenant von Cornwall, die lokalen Milizionäre versammelte. Die Galeeren beschossen Penzance, zerstörten einige Häuser und versenkten drei englische Schiffe im dortigen Hafen, woraufhin die unzureichend bewaffneten englischen Milizen flohen. De Amésquita nahm den Ort daraufhin kampflos ein und verbrannte ihn. Nach Abhaltung eines Gottesdienstes in der Marienkapelle von Penzance, die unzerstört blieb, zogen sich die Spanier zurück, wobei sie auch Newlyn und die umliegenden Weiler verbrannten. Der lokalen Zivilbevölkerung hatten die Spanier die Flucht erlaubt; insgesamt wurden bei den Überfällen drei Engländer getötet. Sie segelten sodann zurück nach Frankreich und entkamen der inzwischen alarmierten englischen Flotte unter Francis Drake und John Hawkins, die versuchte sie abzufangen.
Der Angriff der Flottille von de Amésquita war einer der wenigen erfolgreichen spanischen Angriffe auf englischen Boden. Aber nicht der Erste, eine Einheit unter Fernando Sánchez de Tovar war 1374–1380 erfolgreich.